# Wing Commander: Prophecy
Wing Commander: Prophecy est un jeu vidéo de combat spatial développé par les studios d'Origin Systems, sorti en 1997 sur PC puis réédité en 2003 sur Game Boy Advance. Cet opus est la suite directe du quatrième volet de la série Wing Commander, et donc considéré comme le cinquième de la saga. Il mêle séquences de shoot spatial et d'aventure, via des déplacements dans un vaisseau-mère, et dispose de nombreuses cinématiques filmées.
Une extension pouvant fonctionner seule, Secret Operations, a été éditée par Origin en 1998. Fait remarquable, il a été disponible uniquement sur Internet et gratuitement, bien que la taille initiale du fichier rendait sont téléchargement presque impossible pour les connexions modem de l'époque.

## Scénario
La paix est finalement revenue dans la Confédération, en toute apparence. Restant vigilant, les dirigeants de la Confédération commandent par précaution le nouveau mégatransporteur TCS Midway, qui va très vite servir quand le monde Kilrathi est attaqué par un ennemi dont la venue avait été prédite dans les anciennes prophéties Kilrathis.
L'ennemi insectoïde, nom de code Nephilim, attaque l'espace confédéré et le Midway est dépêché pour stopper leur avance. En tant que Lance Casey, un crack parmi les jeunes pilotes, le joueur doit combattre leurs vaisseaux biologiques pour aider à détruire le trou de vers (trou noir reliant 2 locations) qu'ils utilisent pour entrer dans l'espace Kilrathi, et ainsi arrêter l'invasion, au moins pour un temps.
À l'image de Wing Commander IV, Prophecy incorpore des scènes d'action avec de vrais acteurs.

## Conditionnement
L'emballage original du jeu se matérialisait sous la forme d'une boîte « format presque A4 » contenant :
- le guide d'installation (avertissement sur l'épilepsie en page de garde),
- un feuillet double page expliquant les options disponibles dans le jeu (avec le gros titre « Mises à jour »),
- le manuel de vol récapitulant toutes les commandes,
- le manuel du TCS Midway de débriefing,
- la carte de référence des commandes,
- le poster géant de la carte de l'univers,
- et la boîte 3 CD.